# Xanthorhoe exorista
Xanthorhoe exorista är en fjärilsart som beskrevs av Louis Beethoven Prout 1922. Xanthorhoe exorista ingår i släktet Xanthorhoe och familjen mätare. Inga underarter finns listade i Catalogue of Life.